# San Marzano Oliveto
San Marzano Oliveto är en ort och kommun i provinsen Asti i regionen Piemonte i Italien. Kommunen hade 1 016 invånare (2018).